# 251595 Rudolfböttger
251595 Rudolfböttger este un asteroid din centura principală, descoperit pe 20 aprilie 2009, de Stefan Karge și Rainer Kling.